# とんがりボウシとおしゃれな魔法使い
『とんがりボウシとおしゃれな魔法使い』（とんがりボウシとおしゃれなまほうつかい）は、コナミデジタルエンタテインメントから2011年12月10日に発売されたニンテンドーDS用ゲームソフト。以前の発売日は12月1日だった。同社最後のDSタイトル。

## 登場キャラクター

### クラスメイト
アケミ
1月25日生まれ。女の子。
イナバ
11月14日生まれ。男の子。
イビラ
4月13日生まれ。男の子。
イベリコ
6月16日生まれ。男の子。
ウッス
11月18日生まれ。男の子。
ウリ
1月7日生まれ。女の子。
ウルル
9月22日生まれ。女の子。
オウカ
12月15日生まれ。女の子。
オーラ
5月18日生まれ。女の子。
おその
5月14日生まれ。女の子。
おたけ
11月15日生まれ。女の子。
カグヤ
6月13日生まれ。女の子。
カトリーヌ
11月4日生まれ。女の子。
ガラッパ
6月20日生まれ。女の子。
カルシウム
4月25日生まれ。男の子。
カンクー
2月27日生まれ。女の子。
キッキ
6月23日生まれ。女の子。
キョンキョン
1月18日生まれ。女の子。
きらり
6月10日生まれ。女の子。
グッチー
6月8日生まれ。男の子。
くまっち
7月14日生まれ。男の子。
クリスティン
7月30日生まれ。女の子。
クリスピー
5月25日生まれ。男の子。
クルタン
11月1日生まれ。男の子。
グレース
12月20日生まれ。女の子。
けいた
5月9日生まれ。男の子。
ココ
4月11日生まれ。女の子。
ココア
5月21日生まれ。女の子。
ココット
8月29日生まれ。女の子。
コロタ
11月20日生まれ。男の子。
コロネ
2月1日生まれ。女の子。
ごんた
11月11日生まれ。男の子。
サキ
4月28日生まれ。女の子。
ザマス
11月6日生まれ。女の子。
サミー
5月5日生まれ。男の子。
サンダーソン
9月29日生まれ。男の子。
サンディー
9月5日生まれ。女の子。
ジェンヌ
1月21日生まれ。女の子。
シャーベット
6月27日生まれ。女の子。
ジャネット
3月11日生まれ。女の子。
ジャンゴ
11月26日生まれ。男の子。
ジュリー
1月21日生まれ。男の子。
シルビア
1月28日生まれ。女の子。
じんべい
7月24日生まれ。男の子。
すず
3月8日生まれ。女の子。
ストラト
7月5日生まれ。男の子。
スリーピィ
8月18日生まれ。男の子。
スワヒリ
10月12日生まれ。男の子。
せいべい
10月1日生まれ。男の子。
セイヤ
1月31日生まれ。男の子。
ソーニャ
4月9日生まれ。女の子。
ソルベ
8月2日生まれ。男の子。
たいちょう
3月25日生まれ。男の子。
たまみ
10月6日生まれ。女の子。
チーコ
2月26日生まれ。女の子。
チャミィ
8月12日生まれ。女の子。
チュータロー
8月25日生まれ。男の子。
ちょうじろう
9月2日生まれ。男の子。
デューク
12月7日生まれ。男の子。
デリー
7月10日生まれ。男の子。
テンテン
10月10日生まれ。女の子。
トット
3月20日生まれ。女の子。
トラボルた
12月26日生まれ。男の子。
トロイ
8月20日生まれ。男の子。
ニャロス
9月18日生まれ。男の子。
バーバラ
2月7日生まれ。女の子。
パキラ
6月15日生まれ。女の子。
ハチ
10月17日生まれ。男の子。
ハッピー
5月12日生まれ。女の子。
バッファ
8月5日生まれ。男の子。
はなこ
6月4日生まれ。女の子。
ハバナ
8月1日生まれ。男の子。
パメラ
7月7日生まれ。女の子。
ハラショー
10月29日生まれ。男の子。
パンタ
4月17日生まれ。男の子。
ハンフリー
12月2日生まれ。男の子。
ビスカス
10月21日生まれ。男の子。
ビター
2月14日生まれ。男の子。
ひょうた
7月18日生まれ。男の子。
ビル
9月7日生まれ。男の子。
ヒロシ
12月20日生まれ。男の子。
プイプイ
4月2日生まれ。女の子。
ふごっぺ
11月23日生まれ。女の子。
フジ
9月12日生まれ。女の子。
プップ
3月30日生まれ。女の子。
ブラウニー
9月15日生まれ。女の子。
プリンス
1月9日生まれ。男の子。
ベーブ
3月15日生まれ。男の子。
ベベ
7月2日生まれ。男の子。
ホイップ
12月18日生まれ。女の子。
ホセ
4月7日生まれ。男の子。
ほっぺ
4月23日生まれ。女の子。
ボナパルト
2月22日生まれ。男の子。
ほのか
3月24日生まれ。女の子。
ポロリン
5月28日生まれ。女の子。
マシュー
10月19日生まれ。男の子。
マロン
8月9日生まれ。女の子。
ミント
12月13日生まれ。女の子。
ムーニ
2月16日生まれ。女の子。
ムグリ
7月29日生まれ。男の子。
メグ
12月25日生まれ。女の子。
メタボン
8月15日生まれ。男の子。
メロリン
5月7日生まれ。女の子。
ももっぺ
3月3日生まれ。女の子。
もんち
9月27日生まれ。男の子。
モンプチ
11月12日生まれ。男の子。
ヤマダ
9月24日生まれ。男の子。
ゆうこ
5月2日生まれ。女の子。
サヨコ
7月21日生まれ。女の子。
ライデン
12月10日生まれ。男の子。
ラフレー
4月5日生まれ。女の子。
ラム
3月23日生まれ。女の子。
リコピン
6月7日生まれ。女の子。
リチャード
2月5日生まれ。男の子。
りんこ
2月28日生まれ。女の子。
ルージュ
10月9日生まれ。女の子。
ルドルフ
2月15日生まれ。男の子。
ロットン
3月27日生まれ。男の子。
ワイアット
1月4日生まれ。男の子。
TV20C
10月25日生まれ。男の子。

### 先生や町の人々
こうちょう

リカルド先生
魔法語の授業を担当している。男性。
ドルイドン先生
杖魔法の授業を担当している。男性。
ミスキーキ先生
おまじないの授業を担当している。女性。
ダクラス先生
課外授業を担当している。男性。
メリッサ先生
お店の授業を担当している。女性。
おうさま

だいじん

ピカード
「ハロゲンデパート」の店員。男性。
トメ
「かめや」の店員。女性。
メルシィ
「ライムライト」のママ。女性。
ローリィ
ヘアサロン「モン・パリ」の店員。男性。
ビビ
「スマイル・ビビ」の店員。女性。
デイジー
「フラワーデイジー」の店員。女性。
ジョージ
銀行員。男性。
ブニャー
郵便局員。男性。
テツ
学生寮の管理人。男性。
ヒゲマル
ラーメン屋台の店主。男性。
マッハ
タクシーの運転手。男性。
バイトネコ
お店のバイトをしてくれるネコ。男性。
ハッサン
商人。男性。
ゲンゾウ
大工。男性。

### 新しいクラスメイト
アポロ
12月28日生まれ。男の子。
アントニオ
7月16日生まれ。男の子。
ホタル
7月27日生まれ。女の子。
ウィリアム
5月31日生まれ。男の子。
くわっち
4月19日生まれ。男の子。
ココロン
1月15日生まれ。女の子。
コメット
9月10日生まれ。女の子。
シードル
3月5日生まれ。女の子。
シャミー
2月10日生まれ。女の子。
ジュリエンヌ
5月23日生まれ。女の子。
ダウト
3月17日生まれ。男の子。
バオバブ
6月30日生まれ。男の子。
ヒョウガ
9月20日生まれ。男の子。
フローラ
1月23日生まれ。女の子。
マーサ
4月30日生まれ。女の子。
モコ
8月22日生まれ。女の子。
リズ
11月29日生まれ。女の子。
ルミナス
10月3日生まれ。男の子。
ロペス
2月18日生まれ。男の子。
ワオ
11月8日生まれ。男の子。

### 新しい町の人々
ひめさま

ヴィッキー
おしゃれの授業担当の先生で「Berry's」（ベリーズ）という雑誌でモデルもこなしている。女性。
ジャクリーヌ
「Berry's」の編集長。女性。
シャッター
「Berry's」のカメラマン。男性。